# IceWarp Mail Server
IceWarp Mail Server je komerční poštovní server s kompletním groupware řešením, vyvíjený společností IceWarp Ltd.. Lze jej provozovat na systémech Windows a Linux distribucích CentOS, Debian, Red Hat a Ubuntu. V roce 2006 byl známý jako Merak Mail Server.
Zahrnuje funkce pro týmovou spolupráci přes protokoly SyncML, SMTP, IMAP a POP. V roce 2009 nahradil Groupware Server 6 vyvíjený společností Software602, jež přerušila jeho vývoj.

## Historie

### Merak Mail Server
Merak Mail Server byl komerční poštovní server zahrnující groupware řešení, Antivirus a Antispam. Bylo možné jej provozovat na systémech Windows a Linux. Byl vyvíjený společností IceWarp Ltd., poslední verze (8.9.1) byla vydána 26. prosince 2006, poté byl produkt přejmenován na IceWarp Mail Server.

## Funkce
Název IceWarp Server se používá integraci sady modulů, z nichž každý zasahuje svou funkčností do jiného typu software (například groupware, antispam a antivirus).

### Mail Server
IceWarp Mail Server podporuje protokoly SMTP/ESMTP, IMAPv4 s PUSH přes IDLE command, IMAP ACL, POP3/SPOP3, APOP, HTTP(S), FTP(S) s OTP/S-Key, OpenLDAP, SIP, SIP SIMPLE, XMPP, HTTP Proxy, TLS/SSL 128bit pro všechny služby, IPv6 včetně AAAA DNS records, SNMPv2, WebDAV, GroupDAV, CalDAV, SyncML 1.1, OMA DS 1.2, implementuje iCal, vCal, vCard, vNote, vFreeBusy formáty, quoted/base64 kódování, Unicode (UTF-8) a šifrovací metody SHA1/MD5/DigestMD5 RSA.

### Web Mail
IceWarp WebMail má v sobě zabudovaný groupware, instant messaging, antispam a antivirus a podporuje prohlížeče Internet Explorer, Firefox, Chrome a Safari.

### Antispam
IceWarp Server zahrnuje dvě hlavní metody detekce nevyžádané pošty, přicházející na emailový server.
IceWarp Anti Spam Engine, který je založený na konvenčních antispamových metodách.
IceWarp Anti Spam LIVE Service, který zahrnuje real-time ochranu před nevyžádanou poštou, která zahrnuje technologie od společnosti Cyren.

### Antivirus
IceWarp Server má integrovaný Kaspersky Anti-Virus.

### GroupWare
IceWarp GroupWare poskytuje svým uživatelům kompletní architekturu pro sdílení informací, koordinaci a spolupráci. Tento modul zahrnuje následující součásti:
IceWarp Files, jenž umožňuje uživatelům sdílet soubory.
IceWarp Tasks, jenž umožňuje vedoucím pracovníkům přiřazovat úkoly jednotlivcům.
IceWarp Contacts, který funguje jako webový adresář kontaktů.
IceWarp Calendars, jenž eviduje události a termíny úkolů.
IceWarp Notes, umožňující uživatelům zaznamenávat své poznámky.
IceWarp Journal, pro mapování události napříč pracovním dnem.

### WebDAV
IceWarp Server podporuje Mozillu, Thunderbird, iCal, Lightning, Entourage a Linux Evolution v WebDAVu.

### VoIP
VoIP funkce byla zařazena do IceWarp Serveru v říjnu 2007 a je založena na SIP protokolu.